# 이항 계수

이항 계수의 표를 파스칼의 삼각형이라고 한다.

조합론에서 이항 계수(二項係數, 영어: binomial coefficient)는 이항식을 이항 정리로 전개했을 때 각 항의 계수이며, 주어진 크기의 (순서 없는) 조합의 가짓수이다.

## 정의
자연수 {\displaystyle n} 및 정수 {\displaystyle k}가 주어졌을 때, 이항 계수 {\displaystyle \textstyle {\binom {n}{k}}}는 다음과 같다.
{\displaystyle {\binom {n}{k}}={\begin{cases}n!/\left(k!(n-k)!\right)&0\leq k\leq n\\0&k<0\\0&k>n\end{cases}}}
여기서 {\displaystyle !}는 계승 (수학)이다. 이항 계수를 {\displaystyle \textstyle {\binom {n}{k}}} 대신 {\displaystyle {}_{n}C_{k}}나 {\displaystyle C(n,k)}로 쓰기도 한다. 이항 계수의 값을 삼각형 모양으로 나열한 표를 파스칼의 삼각형이라고 한다.
{\displaystyle n=2k}인 경우의 이항 계수를 중심 이항 계수(中心二項係數, 영어: central binomial coefficient)라고 한다. 이는 다음과 같다 ({\displaystyle k=0,1,2,\dots }).
1, 2, 6, 20, 70, 252, 924, 432, 12870, 48620, … (OEIS의 수열 A000984)

## 성질

### 항등식
이항 계수는 다음과 같은 항등식을 만족시킨다. 이는 이항 계수의 정의로부터 쉽게 증명할 수 있다.
{\displaystyle {\binom {n}{k}}={\binom {n}{n-k}}}
다음과 같은 점화식이 성립하며, 이는 파스칼의 법칙(Pascal-法則, 영어: Pascal’s rule)이라고 한다.
{\displaystyle {\binom {n}{k}}+{\binom {n}{k+1}}={\binom {n+1}{k+1}}}

### 급수 공식
이항 계수는 다음과 같은 급수 공식들을 만족시킨다. 이들은 대부분 생성 함수(의 도함수)의 특수한 값으로 얻어진다.

#### 이항 계수의 합
이 공식들은 생성함수 {\displaystyle (1+x)^{n}}(의 도함수)의 {\displaystyle x=1} 값으로부터 유도할 수 있다.
{\displaystyle \sum _{k=0}^{n}{\binom {n}{k}}=2^{n}}
{\displaystyle \sum _{k=0}^{n}k{\binom {n}{k}}=n2^{n-1}}
또한, 피보나치 수를 다음과 같이 나타낼 수 있다.
{\displaystyle \sum _{k=0}^{\lfloor n/2\rfloor }{\binom {n-k}{k}}=F(n+1)}
여기서 {\displaystyle F(n)}은 {\displaystyle n}번째 피보나치 수이다.

#### 이항 계수의 곱의 합
다음 항등식은 주세걸-방데르몽드 항등식(朱世傑-Vandermonde恒等式, 영어: Zhu–Vandermonde identity)이라고 한다.
{\displaystyle \sum _{j=0}^{k}{\binom {m}{j}}{\binom {n}{k-j}}={\binom {m+n}{k}}}
이항계수의 제곱의 합은 다음과 같이 중심 이항 계수로 주어진다.
{\displaystyle \sum _{k=0}^{n}{\binom {n}{k}}^{2}={\binom {2n}{n}}}
이는 조합론적으로 증명할 수 있다. {\displaystyle \textstyle {\binom {2n}{n}}}은 크기가 {\displaystyle 2n} 집합 속에서 {\displaystyle n}개의 조합의 가짓수인데, 이는 크기 {\displaystyle 2n}의 집합의 처음 절반에서 {\displaystyle k}개를 고르고, 나머지 절반에서 {\displaystyle n-k}개를 고르는 가짓수의 {\displaystyle k}에 대한 합 {\displaystyle \textstyle \sum _{k=0}^{n}{\binom {n}{k}}{\binom {n}{n-k}}=\sum _{k=0}^{n}{\binom {n}{k}}^{2}}과 같다.

### 생성 함수
이항 계수는 다음과 같은 생성 함수를 갖는다.
{\displaystyle \sum _{k=0}^{n}{\binom {n}{k}}x^{k}=(1+x)^{n}}
{\displaystyle \sum _{n=k}^{\infty }{\binom {n}{k}}x^{n}={\frac {x^{k}}{(1-x)^{k+1}}}}
{\displaystyle \sum _{n=0}^{\infty }\sum _{k=0}^{n}{\binom {n}{k}}x^{k}y^{n}={\frac {1}{1-y-xy}}}
{\displaystyle \sum _{n=0}^{\infty }\sum _{k=0}^{n}{\frac {1}{(n+k)!}}{\binom {n+k}{k}}x^{k}y^{n}=\exp(x+y)}
중심 이항 계수의 생성 함수는 다음과 같다.
{\displaystyle \sum _{n=0}^{\infty }{\binom {2n}{n}}x^{n}={\frac {1}{\sqrt {1-4x}}}}

### 점근 공식
일반적으로, 모든 {\displaystyle n\in \mathbb {N} } 및 {\displaystyle k\in \{1,\dots ,n\}}에 대하여, 다음과 같은 부등식이 성립한다.
{\displaystyle (n/k)^{k}\leq {\binom {n}{k}}\leq n^{k}/k!\leq (en/k)^{k}}
중심 이항 계수의 경우 다음 부등식이 성립한다.
{\displaystyle {\frac {4^{n}}{\sqrt {4n}}}\leq {\binom {2n}{n}}\leq {\frac {4^{n}}{\sqrt {3n+1}}}\qquad \forall n\geq 1}
{\displaystyle n\gg 1} 및 {\displaystyle |1/2-k/n|\ll 1}에 대하여, 스털링 근사를 사용하여 이항계수를 다음과 같이 근사할 수 있다.
{\displaystyle {\binom {n}{k}}\approx {\frac {2^{n+1}}{\sqrt {2\pi n}}}\exp(-(2k-n)^{2}/2n)}
이에 따라, 이항분포를 정규분포로 근사할 수 있다. 특히, {\displaystyle k=n/2}일 경우 중심 이항 계수의 스털링 근사는 다음과 같다.
{\displaystyle {\binom {n}{n/2}}\approx {\frac {2^{n+1}}{\sqrt {2\pi n}}}}
이다.
만약 {\displaystyle n\gg 1}이며 {\displaystyle n\gg k}라면, 스털링 근사를 사용하여 이항 계수를 다음과 같이 근사할 수 있다.
{\displaystyle {\binom {n}{k}}\sim {\frac {(n/k-1/2)^{k}\exp(k)}{\sqrt {2\pi k}}}}

### 수론적 성질
쿠머 정리(Kummer定理, 영어: Kummer’s theorem)에 따르면, 음이 아닌 정수 {\displaystyle n\geq k} 및 소수 {\displaystyle p}에 대하여,
{\displaystyle p^{c}\mid {\binom {n}{k}}}
인 최대 {\displaystyle c}는 다음과 같다.
{\displaystyle c=|\{b\in \mathbb {Z} ^{+}\colon k/p^{b}-\lfloor k/p^{b}\rfloor >n/p^{b}-\lfloor n/p^{b}\rfloor \}|}
즉, 이는 {\displaystyle k+(n-k)}를 {\displaystyle p}진법에서 계산할 때 받아올림의 수와 같다.
뤼카의 정리는 이항계수의 소수에 대한 나머지의 값을 제시한다.
중심 이항 계수 {\displaystyle \textstyle {\binom {2n}{n}}}은 {\displaystyle n>4}에 대하여 항상 제곱 인수가 없는 정수이다. 이를 에르되시 추측(Erdős推測, 영어: Erdős squarefree conjecture)라고 한다. 에르되시 팔이 1980년에 추측하였고, 앤드루 그랜빌(영어: Andrew Granville)과 올리비에 라마레(프랑스어: Olivier Ramaré)가 1996년에 증명하였다.
임의의 양의 정수 {\displaystyle d\in \mathbb {Z} ^{+}}에 대하여, 다음이 성립한다.
{\displaystyle \lim _{N\to \infty }{\frac {\left|\{n<N\colon d\mid {\binom {n}{k}}\}\right|}{N(N+1)/2}}=1}
{\displaystyle \textstyle N(N+1)/2=\sum _{n=0}^{N-1}\sum _{k=0}^{n}1}은 {\displaystyle n<N}인 이항계수 {\displaystyle \textstyle {\binom {n}{k}}}의 수이므로, 임의의 양의 정수는 거의 모든 이항계수를 약수로 가진다. 이는 데이비드 싱매스터(영어: David Singmaster)가 1974년에 증명하였다.

### 초한 이항 계수
이항 계수의 정의는 임의의 기수에 대하여 확장할 수 있다. 임의의 기수 {\displaystyle \kappa ,\lambda }에 대하여, 초한 이항 계수(超限二項係數, 영어: transfinite binomial coefficient)
{\displaystyle {\binom {\kappa }{\lambda }}}
는 크기가 {\displaystyle \kappa }인 집합의, 크기가 {\displaystyle \lambda }인 부분 집합들의 수이다. 만약 {\displaystyle \kappa }와 {\displaystyle \lambda }가 둘 다 유한 기수라면 이는 자연수의 이항 계수의 정의와 일치한다.
초한 이항 계수의 값은 다음과 같다.
{\displaystyle {\binom {\kappa }{\lambda }}={\begin{cases}\kappa ^{\lambda }&\lambda \leq \kappa \geq \aleph _{0}\\0&\lambda >\kappa \\{\binom {n}{k}}&k=\lambda <\aleph _{0},\;n=\kappa <\aleph _{0}\end{cases}}}
첫 번째 경우는
{\displaystyle \kappa ^{\lambda }\leq {\binom {\kappa \lambda }{\lambda }}={\binom {\kappa }{\lambda }}\leq \kappa ^{\lambda }}
이기 때문이다. (여기서 첫 부등식은 {\displaystyle \lambda }개의, 크기가 {\displaystyle \kappa }인 집합들에서 각각 하나의 원소를 뽑는 것이다.)
특히, 중심 이항 계수는 다음과 같다.
{\displaystyle {\binom {2\kappa }{\kappa }}={\binom {\kappa }{\kappa }}=2^{\kappa }}
초한 이항 계수의 경우, 유한 이항 계수에 대하여 성립하는 대칭성이 일반적으로 성립하지 않는다.
{\displaystyle {\binom {\kappa +\lambda }{\lambda }}\neq {\binom {\kappa +\lambda }{\kappa }}}
예를 들어
{\displaystyle {\binom {1+\aleph _{0}}{1}}=\aleph _{0}}
{\displaystyle {\binom {1+\aleph _{0}}{\aleph _{0}}}=2^{\aleph _{0}}}
이다.

## 응용

### 조합론
조합론에서, 이항 계수는 크기가 {\displaystyle n}인 유한 집합의 크기가 {\displaystyle k}인 부분집합의 수이다. 즉, {\displaystyle n}개의 원소의 {\displaystyle k}개의 조합의 수이다. 이 밖에도, 이항계수는 다음과 같은 다양한 조합론적 문제에 등장한다.
- 카탈랑 수 {\displaystyle \textstyle C_{n}={\binom {2n}{n}}/(n+1)={2n \choose n}-{2n \choose n+1}}는 다양한 조합론적 문제의 해이다.
- 크기가 {\displaystyle n}인 집합에서, 크기가 {\displaystyle k}인 중복집합을 고를 수 있는 가짓수는 {\displaystyle \textstyle {\binom {n+k-1}{k}}}이다.
- {\displaystyle k}개의 기호 {\displaystyle \bullet } 및 {\displaystyle n}개의 기호 {\displaystyle \circ }를 포함하는 문자열의 수는 {\displaystyle \textstyle {\binom {n+k}{k}}}이다. 또한, {\displaystyle \bullet \bullet }을 부분 문자열로 포함하지 않는 문자열의 수는 {\displaystyle \textstyle {\binom {n+1}{k}}}이다.

### 대수학
이항 계수는 대수학에서 다음과 같이 이항급수의 전개에 사용되며, "이항계수"라는 이름은 이로부터 유래한다.
{\displaystyle (x+y)^{n}=\sum _{k=0}^{n}{\binom {n}{k}}x^{n-k}y^{k}=\sum _{k=0}^{n}{\binom {n}{k}}x^{k}y^{n-k}}

### 통계학
통계학에서, 이항 계수는 이항분포를 정의하는 데 사용된다.

### 정수론
베르트랑의 공준을 증명할 때, 중심 이항 계수의 성질로부터 시작한다. 또한, 중심 이항 계수는 아페리 상수 {\displaystyle \zeta (3)}가 무리수임을 증명할 때 쓰이는 급수
{\displaystyle \zeta (3)={\frac {5}{2}}\sum _{n=1}^{\infty }{\frac {(-1)^{n+1}}{{n^{3}}{\binom {2n}{n}}}}}
에 등장한다.

## 역사
이항 계수는 파스칼의 삼각형의 형태로 이미 중세 동서양 수학에 알려져 있었다. 오늘날 쓰이는 표기법 {\displaystyle \textstyle {\binom {n}{k}}}은 안드레아스 프라이헤르 폰 에팅스하우젠(독일어: Andreas Freiherr von Ettingshausen)이 1826년에 도입하였다.

## 같이 보기
- 포흐하머 기호
- 12정도